# 1994年のBPRグローバルGTシリーズ
1994年のBPRグローバルGTシリーズは、BPRグローバルGTシリーズの初年度のシーズン。同シリーズはGTカー4クラスによってタイトルが争われ、それぞれGT1、GT2、GT3、GT4の名称で実施された。シリーズは3月6日のポール・リカールで開幕し、11月13日の珠海まで全8戦で行われた。

## 開催スケジュール
| ラウンド | レース              | サーキット                         | 開催日   |
| -------- | ------------------- | ---------------------------------- | -------- |
| 1        | ポールリカール4時間 | ポール・リカール・サーキット       | 3月6日   |
| 2        | ハラマ4時間         | ハラマ・サーキット                 | 4月10日  |
| 3        | ディジョン4時間     | ディジョン・プレノワ               | 5月1日   |
| 4        | パリ1000km          | オートドロム・ドゥ・リナ＝モンレリ | 5月29日  |
| 5        | ヴァレルンガ4時間   | ヴァレルンガ                       | 7月10日  |
| 6        | スパ4時間           | スパ・フランコルシャン             | 7月22日  |
| 7        | 鈴鹿1000km          | 鈴鹿サーキット                     | 8月28日  |
| 8        | 珠海3時間           | 珠海市街地コース                   | 11月13日 |

## シーズン結果
| Rnd | サーキット                         | 総合優勝チーム                                                 | レポート |
| Rnd | サーキット                         | 総合優勝ドライバー                                             | レポート |
| --- | ---------------------------------- | -------------------------------------------------------------- | -------- |
| 1   | ポール・リカール                   | No. 86 ラルブル・コンペティション                              | 詳細     |
| 1   | ポール・リカール                   | ボブ・ウォレク ジャン＝ピエール・ジャリエ ヘスス・パレハ       | 詳細     |
| 2   | ハラマ・サーキット                 | No. 86 ラルブル・コンペティション                              | 詳細     |
| 2   | ハラマ・サーキット                 | ドミニク・デュプイ ジャン＝ピエール・ジャリエ ヘスス・パレハ   | 詳細     |
| 3   | ディジョン・プレノア               | No. 74 パイロット・ジャカディ・レーシング                      | 詳細     |
| 3   | ディジョン・プレノア               | ミシェル・フェルテ ミシェル・ヌガルテン                        | 詳細     |
| 4   | オートドロム・ドゥ・リナ＝モンレリ | No. 43 JCB レーシング                                          | 詳細     |
| 4   | オートドロム・ドゥ・リナ＝モンレリ | ジャン・クロード・バッソ アンリ・ペスカロロ                    | 詳細     |
| 5   | ヴァレルンガ・サーキット           | No. 40 ストランデル                                            | 詳細     |
| 5   | ヴァレルンガ・サーキット           | アンデルス・オロフソン ルチアーノ・デラ・ノース                | 詳細     |
| 6   | スパ・フランコルシャン             | No. 74 パイロット・ジャカディ・レーシング                      | 詳細     |
| 6   | スパ・フランコルシャン             | ミシェル・フェルテ ミシェル・ヌガルテン                        | 詳細     |
| 7   | 鈴鹿                               | No. 86 ラルブル・コンペティション                              | 詳細     |
| 7   | 鈴鹿                               | ボブ・ウォレク ジャン＝ピエール・ジャリエ ヘスス・パレハ       | 詳細     |
| 8   | 珠海(Zhuhai)                       | No. 86 ラルブル・コンペティション                              | 詳細     |
| 8   | 珠海(Zhuhai)                       | ボブ・ウォレク ジャン＝ピエール・ジャリエ ジャック・ラフィット | 詳細     |